# Rasa Polikevičiūtė
Rasa Polikevičiūtė (Panevėžys, 25 settembre 1970) è un'ex ciclista su strada lituana, vincitrice della prova in linea élite ai campionati del mondo 2001 a Lisbona e di altre tre medaglie mondiali.
È sorella gemella di Jolanta Polikevičiūtė, anch'ella ex ciclista.

## Palmarès
- 1993

1ª tappa Berlin-Rundfahrt
2ª tappa Berlin-Rundfahrt
Classifica generale Berlin-Rundfahrt
2ª tappa Grand Prix Prešov a Pravda (cronometro)
4ª tappa Gracia Tour
Classifica generale Gracia Tour
2ª tappa Tour de l'Aude (Capendu > Capendu)
- 1994

4ª tappa Grosser Preis des Kanton Zürich
Classifica generale Grosser Preis des Kanton Zürich
13ª tappa Tour Cycliste
14ª tappa Tour Cycliste
1ª tappa Masters Féminin
- 1995

Campionati lituani, Prova in linea
Campionati lituani, Prova a cronometro
1ª tappa Étoile Vosgienne
12ª tappa Tour de l'Aude (Limoux > Limoux)
3ª tappa Vuelta a Mallorca
- 1996

Classifica generale Masters Féminin
- 1997

3ª tappa Grand Prix de la Mutualité de la Haute-Garonne
1ª tappa Tour du Finistère
2ª tappa Women's Challenge
Classifica generale Women's Challenge
5ª tappa GP Krásná Lípa
1ª tappa Trophée d'Or
- 1998

3ª tappa Vuelta a Mallorca
5ª tappa Tour of Britain
6ª tappa Tour Cycliste (Avignone > Valréas)
2ª tappa Trophée d'Or
1ª tappa Tour de Suisse
4ª tappa Tour de Suisse
Classifica generale Tour de Suisse
- 1999

4ª tappa GP Krásná Lípa
2ª tappa Tour de Suisse
- 2000

11ª tappa Grande Boucle (Langeac > Vernoux-en-Vivarais)
1ª tappa Tour de Suisse
- 2001

Campionati del mondo, Prova in linea
- 2002

12ª tappa Grande Boucle (Montrond-les-Bains > Issoire)
- 2003

1ª tappa Giro del Trentino (Trento > Taio)
1ª tappa Giro d'Italia (Grumo Nevano > Guardia Sanframondi)
6ª tappa Grande Boucle (Vif > Davézieux)
- 2008

6ª tappa Grande Boucle (Lago di Aiguebelette > Villard-de-Lans)

### Altri successi
- 2001

Classifica scalatrici Tour de Suisse
- 2002

Classifica scalatrici Tour de l'Aude
- 2003

Classifica GPM Giro del Trentino

## Piazzamenti

### Grandi Giri
- Tour de l'Aude

1991: 6ª
1993: 4ª
1994: 2ª
1995: 2ª
1996: 6ª
1997: 4ª
1998: 9ª
1999: 10ª
2000: 31ª
2002: 9ª
2003: 45ª
- Giro d'Italia

1990: 11ª
2002: 5ª
2003: 5ª
2004: 26ª
2007: 28ª
2008: 37ª
- Tour de France

Tour de la CEE 1991: 33ª
Tour de la CEE 1993: 22ª
Tour Cycliste 1994: 2ª
Tour Cycliste 1995: 8ª
Tour Cycliste 1996: 2ª
Tour Cycliste 1997: 7ª
Tour Cycliste 1998: 5ª
Grande Boucle 1999: 7ª
Grande Boucle 2000: 8ª
Grande Boucle 2001: 5ª
Grande Boucle 2002: 8ª
Grande Boucle 2003: 10ª

### Competizioni mondiali
- Campionati del mondo

Chambéry 1989 - In linea Elite: 75ª
Utsunomiya 1990 - In linea Elite: ritirata
Stoccarda 1991 - In linea Elite: 29ª
Palermo 1994 - Cronosquadre: 2ª
Agrigento 1994 - In linea Elite: 18ª
Tunja 1995 - Cronometro Elite: 17ª
Duitama 1995 - In linea Elite: 23ª
Lugano 1996 - Cronometro Elite: 14ª
Lugano 1996 - In linea Elite: 2ª
San Sebastián 1997 - In linea Elite: 53ª
Valkenburg 1998 - In linea Elite: 4ª
Verona 1999 - In linea Elite: 12ª
Plouay 2000 - Cronometro Elite: 3ª
Lisbona 2001 - Cronometro Elite: 4ª
Lisbona 2001 - In linea Elite: vincitrice
Zolder 2002 - Cronometro Elite: 25ª
Zolder 2002 - In linea Elite: 8ª
Hamilton 2003 - Cronometro Elite: 31ª
Hamilton 2003 - In linea Elite: 24ª
Verona 2004 - In linea Elite: 17ª
Salisburgo 2006 - In linea Elite: 48ª
Stoccarda 2007 - Cronometro Elite: 38ª
Stoccarda 2007 - In linea Elite: 24ª
Varese 2008 - In linea Elite: 27ª
- Giochi olimpici

Atlanta 1996 - In linea: 12ª
Atlanta 1996 - Cronometro: 12ª
Sydney 2000 - In linea: 13ª
Atene 2004 - In linea: 29ª
Atene 2004 - Cronometro: 23ª